# La Courtine
La Courtine är en kommun i departementet Creuse i regionen Nouvelle-Aquitaine i de centrala delarna av Frankrike. Kommunen ligger i kantonen La Courtine som tillhör arrondissementet Aubusson. År 2022 hade La Courtine 737 invånare.

## Befolkningsutveckling
Antalet invånare i kommunen La Courtine
Referens:INSEE